# Robert Kajuga
Jerry Robert Kajuga (1960 – antes de março de 2007) Foi um Tutsi nativo de Kibungo, era presidete nacional da milícia extremista  Interahamwe, que foi em grande parte responsável por perpetrar o Genocídio em Ruanda de 1994. Filho de pai Tutsi e mãe Hutu, Kajuga escondeu sua origem e se apresentou como sendo de pura descendência hutu. Foi dito que, sendo tutsi, ele quase colaborou com Paul Kagame ajudando os soldados da Frente Patriótica do Ruanda a se infiltrarem na Interahamwe para exterminar Tutsis. Isso é notável, pois os grupos extremistas do Poder Hutu consideravam os Hutus que se casaram com os tutsis como traidores raciais,  e Kajuga fez de tudo para esconder sua identidade das autoridades do governo de Théodore Sindikubwabo.

## Biografia
Kajuga nasceu em Kibungo  em uma família mestiça: sua mãe era Hutu e seu pai era Tutsi, mas havia adquirido documentos de identidade hutu falsos.   Era o irmão mais novo de Huss Mugwaneza Kajuga, apelidado de "o milionário de Rukara", chefe da SORIMEX-Ruanda, empresa que fabricava dentifrícios e sabonetes de palmolive. Para evitar qualquer tipo de suspeita sobre sua família ser tutsi, Robert Kajuga manteve seu irmão escondido no Hôtel des Mille Collines em Kigali. De acordo com Paul Rusesabagina, que administrava o hotel, Kajuga era um dos muitos infiltrados dentro da Interahamwe enviados pelo líder rebelde Tutsi Paul Kagame. 
Kajuga defendeu sua participação no genocídio argumentando que os Tutsis eram os responsáveis por tentar "tomar o poder" e declarou "[nós] nos defendemos. Até as crianças de 11 anos vieram com granadas. É por isso que há corpos nas ruas." 
Kajuga fugiu de Ruanda em julho de 1994, refugiando-se na vizinha República Democrática do Congo por dois anos e meio, antes de ser preso pelas forças de segurança da ONU e ser julgado em Kigali e condenado à prisão perpétua. Mais tarde, Kajuga morreu na prisão em algum momento antes de março de 2007 de uma doença não especificada em Kinshasa, seu corpo foi cremado e as cinzas jogadas ao Lago Kivu. 

## References
1. ↑  Ph.D, Alexis Herr (2018). Rwandan Genocide: The Essential Reference Guide (em inglês). [S.l.]: ABC-CLIO. p. 98. ISBN 9781440855610
2. ↑  Sarty, Roger; Dallaire, Roméo (2004). «Shake Hands with the Devil: The Failure of Humanity in Rwanda». International Journal (2). 445 páginas. ISSN 0020-7020. doi:10.2307/40203936. Consultado em 3 de setembro de 2021
3. ↑  «Trauma and the Stratification of Collective Memory». University of Wisconsin Press. 13 de julho de 2021: 71–93. Consultado em 3 de setembro de 2021
4. ↑  therwd. «Le phénomène «INTERAHAMWE». Anastase Gasana et Robert Kajuga ou l'illustration de la duplicité au Rwanda des années 1990-1994. | LeRwandais» (em francês). Consultado em 3 de setembro de 2021
5. ↑  «The hotel that saved hundreds from genocide». the Guardian (em inglês). 16 de fevereiro de 2005. Consultado em 3 de setembro de 2021
6. ↑  «The Organization (HRW Report - Leave None to Tell the Story: Genocide in Rwanda, March 1999)». www.hrw.org. Consultado em 3 de setembro de 2021
7. ↑  «The Grinding Machine: Terror and Genocide in Rwanda». Toward Freedom (em inglês). 24 de abril de 2007. Consultado em 3 de setembro de 2021
8. ↑  «The Rainy Season». Granta (em inglês). 24 de outubro de 2013. Consultado em 3 de setembro de 2021
9. ↑  Bachmann, Klaus; Fatić, Aleksandar (24 de março de 2015). The UN International Criminal Tribunals. [S.l.]: Routledge
10. ↑  «23.03.07 - ICTR/WEEKLY SUMMARY - ICTR CLEARS A LAWYER ACCUSED OF BRIBING A WITNESS». JusticeInfo.net (em inglês). 23 de março de 2007. Consultado em 3 de setembro de 2021